# L'Atalante (maison d'édition)
Pour les articles homonymes, voir Atalante (homonymie).
L'Atalante est une maison d'édition indépendante française basée à Nantes, rue des Vieilles-Douves, à côté de la librairie du même nom, elle est spécialisée dans la science-fiction, la fantasy et les romans noirs du futur.

## Histoire
La maison d'édition L'Atalante est née dans le sillage d'une librairie du même nom, ouverte rue de l'Échelle à Nantes en 1979, par Pierre Michaut. Il nomme la librairie en référence au film L'Atalante de Jean Vigo, sorti en 1934. En 1986, la librairie déménage rue des Vieilles-Douves, où elle se trouve encore en 2019. En décembre 1981, Pierre Michaut édite le premier livre aux éditions L'Atalante. Il s'agit des Mémoires de Groucho Marx.
L'Atalante est co-dirigée par Mireille Rivalland, à partir de juillet 1989. Elle publie une quarantaine de livres par an. Dès la fin des années 1980, le catalogue de la maison d'édition s'accroît d'une quinzaine de nouveaux titres par an. La moyenne de tirage des livres s'élève alors à 3 000 exemplaires. Elle est l'éditrice de Pierre Bordage et Terry Pratchett. Le premier nom de collection chez L'Atalante, c'est « La bibliothèque de l'évasion ». En 1998, la collection La Bibliothèque de l'évasion devient la collection Insomniaque et ferroviaire pour les romans policiers et Dentelle de cygne pour la science-fiction et la fantasy. En 2008, elle lance une collection jeunesse Maedre.
En 2011, cette maison d'édition représente 1,8 % des exemplaires de science-fiction et fantasy vendus en France,. L'année suivante, L'Atalante change de statut et passe de SARL en société coopérative et participative (Scop), dont les parts sont possédées par les salariés. Jusqu'alors, Pierre Michaut était l'actionnaire principal de l'entreprise. « C'était un acte militant. Il a renoncé à une vente au plus offrant », selon Mireille Rivalland. En 2014, Pierre Michaut prend sa retraite.
Fin 2012, L'Atalante passe à l'édition numérique, en proposant notamment une nouvelle inédite de Pierre Bordage. Mais encore faut-il numériser les 550 titres que compte alors le catalogue. Sont d'abord concernées les collections La Dentelle du cygne et Le Maedre,.
En avril 2013, à la suite de la rencontre avec l'éditeur britannique Titan Publishing Group (en) à la Foire du livre à Londres, L'Atalante lui vend la série de bande dessinée La Brigade chimérique scénarisée par Serge Lehman et Fabrice Colin, illustrée par Gess, qui a obtenu en 2011 le Grand prix de l'Imaginaire, catégorie bande dessinée / comics, lors du Festival Étonnants Voyageurs et s'est vendue en France à plus de 60 000 exemplaires. La série paraît en anglais chez Titan en 2015-2016 sous le titre The Chimera Brigade.
En mai 2017, l'Atalante édite au format poche, avec six premiers titres, dont Le Chant du cosmos, de Roland C. Wagner et Mission Basilic, premier roman de la série Honor Harrington, de David Weber. Les livres de poche sont regroupés au sein d'une collection intitulée La Petite Dentelle,.

## Bilans financiers
En 2019, la société réalise un chiffre d'affaires de 1 244 000 €, en baisse de 9,25 % entre 2018 et 2019, pour un déficit de 117 910 €. La société comprend 7 personnes en 2016,.

## Publications

### Collections
La collection principale de l'Atalante depuis 1999 est « La Dentelle du cygne », une collection spécialisée en science-fiction et fantasy,,.
D'autres collections autour de genres littéraires différents ont été créées :
- « Insomniaques et ferroviaires », spécialisée dans les romans policiers, dirigée par Pierre Michaut.
- « La Bibliothèque de la chamaille », dirigée par Serge Valletti, publie depuis 1995 des pièces de théâtre d'auteurs contemporains, ainsi que des essais sur le théâtre.
- « Comme un accordéon » (essais, chroniques, sciences humaines), dirigée par Hacène Belmessous ; le premier titre est paru en 2001.
- « Flambant neuf », qui publie des bandes dessinées, dirigée par Georges Mérel ; le premier titre est paru en 2007.
- « Le Maedre », créée en 2006, spécialisée dans la littérature jeunesse créée en 2006[22].

- En mai 2017, L'Atalante lance une collection de poche, « La Petite Dentelle »[23],[24], une collection au format poche qui reprend des titres des collections « La Dentelle du cygne » et « Le Maedre »[25],[26].
- « Fusion », une collection créée en 2021 spécialisée dans le roman policier[27].